# Cadurcodon
Il cadurcodonte (gen. Cadurcodon) è un mammifero perissodattilo estinto, appartenente agli aminodontidi. Visse tra l'Eocene superiore e l'Oligocene superiore (circa 37 - 24 milioni di anni fa) e i suoi resti fossili sono stati ritrovati in Asia.

## Descrizione
Questo animale doveva assomigliare notevolmente a un odierno tapiro, pur possedendo una corporatura più massiccia e dimensioni molto maggiori (le specie più grandi potevano pesare anche due tonnellate). 
Il cranio era piuttosto corto e alto, e le ossa nasali erano molto arretrate, a suggerire la presenza di una corta proboscide massiccia e muscolosa. Ciò è suggerito anche dalla presenza di una notevole incisura delle ossa nasali e di segni dell'ancoraggio di potenti muscoli del muso. Cadurcodon, inoltre, possedeva come molti suoi stretti parenti dei grandi canini, sia superiori che inferiori; in questo genere i canini erano particolarmente sviluppati, e la morfologia del cranio ricordava quella degli astrapoteri sudamericani, pressoché coevi e all'incirca delle stesse dimensioni. Come negli altri aminodontidi, era presente una notevole fossa preorbitale: in Cadurcodon, questa era estesa verso l'orbita e si produceva così una distinta barra antorbitale.

## Classificazione
Il genere Cadurcodon venne istituito da Miklos Kretzoi nel 1942, per accogliere la specie Cadurcotherium ardynense precedentemente descritta da Henry Fairfield Osborn nel 1924. La specie tipo, Cadurcodon ardynense, era molto diffusa tra la fine dell'Eocene e l'inizio dell'Oligocene in una vasta zona dell'Asia che comprendeva gran parte della Cina, il Kazakistan e la Mongolia. Al genere Cadurcodon vennero poi ascritte altre specie, come C. bahoensis, C. houldjinensis, C. kazakademius, C. maomingensis, C. suhaituensis, tutte provenienti da terreni dell'Eocene superiore / Oligocene inferiore asiatico. A questo genere sono state attribuite anche le specie precedentemente ascritta al genere Sianodon (S. chiyuanensis, S. gaowangouensis, S. honanensis, S. mienchiensis, S. sinensis, S. ulausuensis), ma è probabile che alcune di queste specie siano conspecifiche. Una forma affine a C. kazakademius è stata ritrovata in terreni dell'Oligocene superiore del Kazakistan, e ad oggi è il ritrovamento più recente del genere Cadurcodon. 

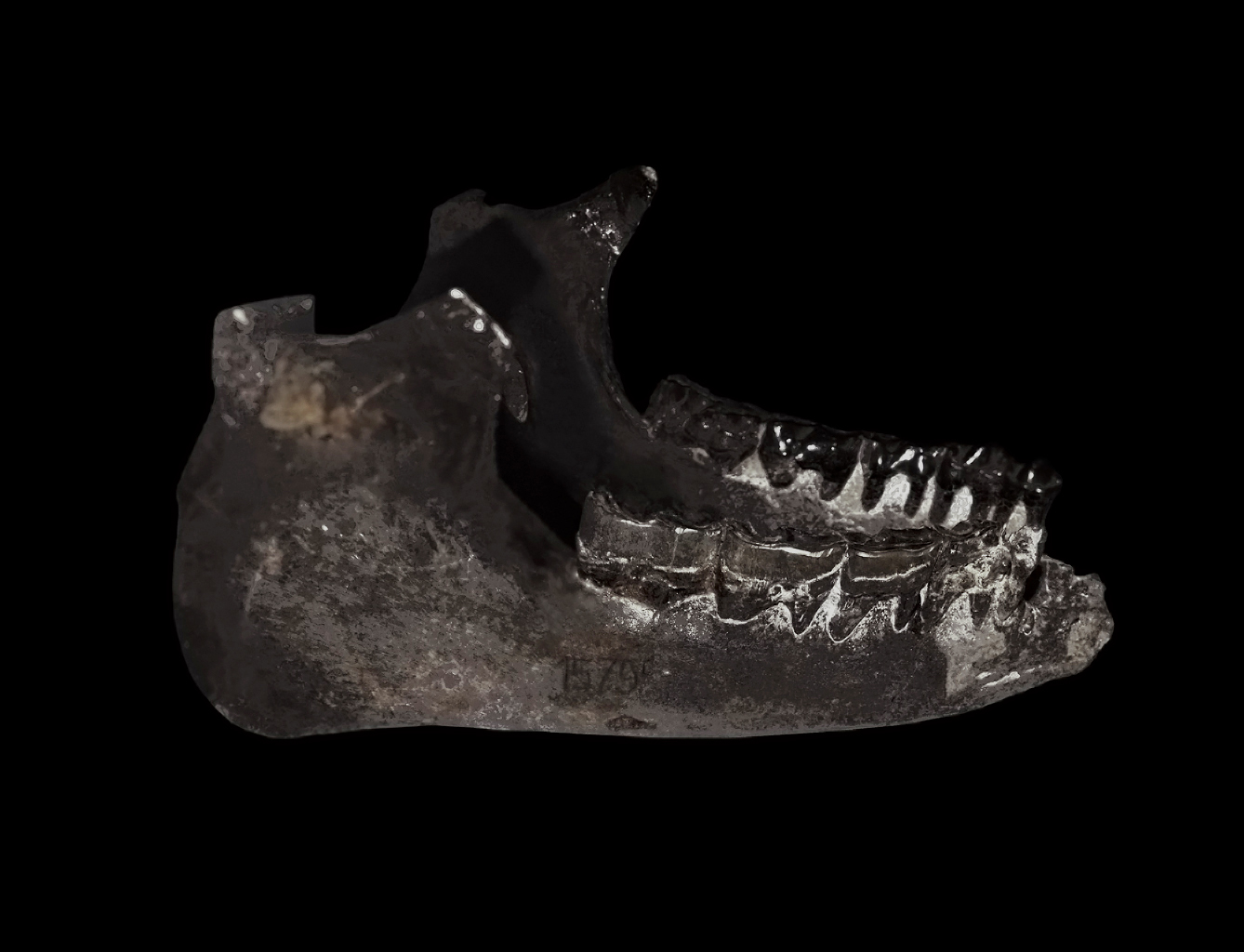
Mandibola di Cadurcodon

Cadurcodon fa parte degli aminodontidi, un gruppo di mammiferi affini ai rinoceronti diffusi soprattutto nell'Eocene e nell'Oligocene. Cadurcodon, in particolare, fa parte di un gruppo di aminodonti che svilupparono un cranio corto e alto dotato di proboscide.

## Paleoecologia

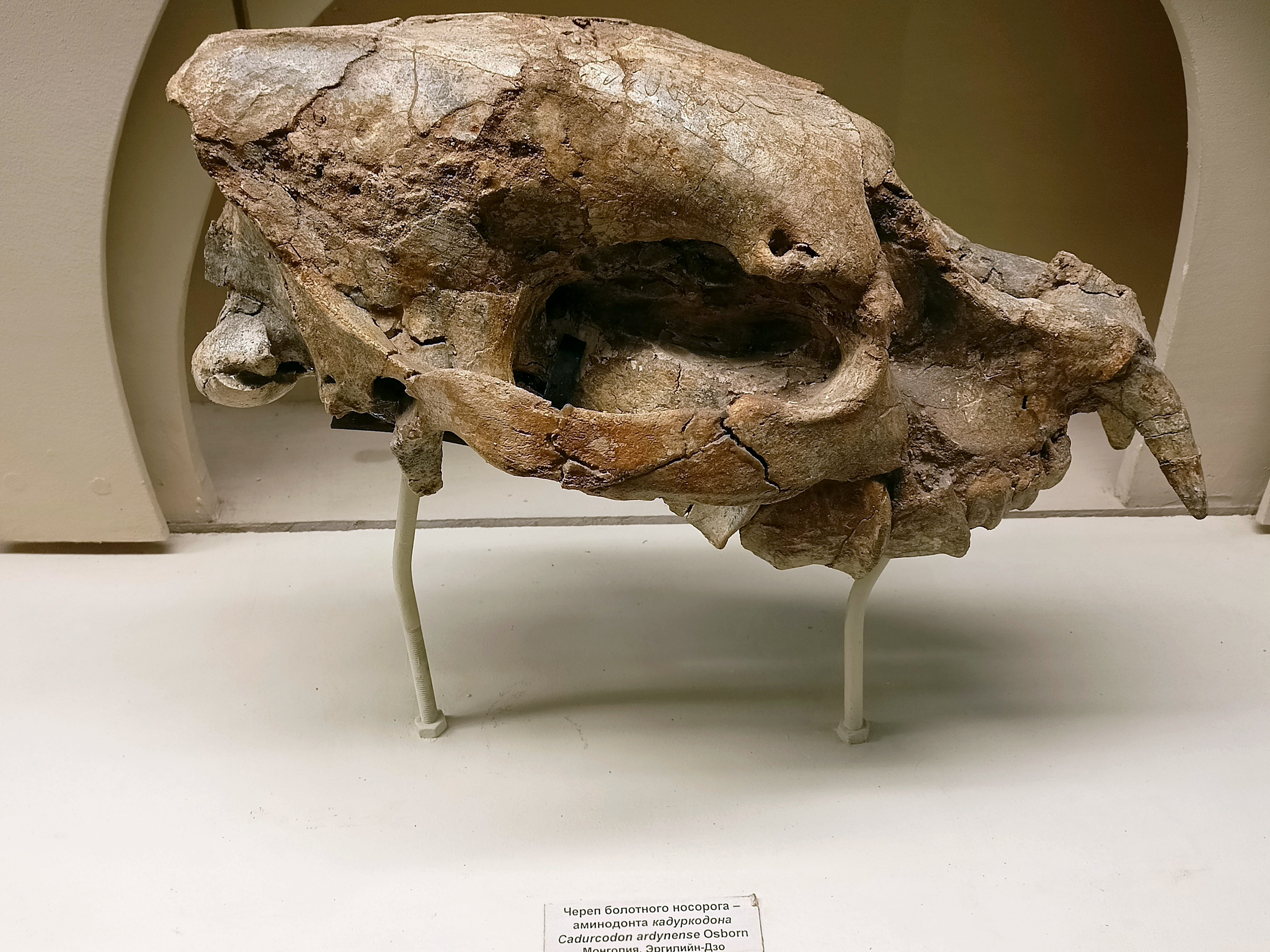
Cranio di Cadurcodon ardynense

Questo animale probabilmente viveva in zone umide e il suo stile di vita doveva essere paragonabile a quello degli odierni tapiri; probabilmente Cadurcodon strappava foglie e altro materiale vegetale grazie alla corta proboscide.